# هامور أبيض
الهامور الأبيض أو الهامور البرونزي (باللاتينية: Epinephelus aeneus)هو نوع من الأسماك يتبع جنس الهامور من الفصيلة القرفصية. وهي تستوطن الأجزاء شبه الاستوائية للمحيط الأطلسي، والأجزاء الجنوبية للبحر المتوسط. ويمكن أن يصل أقصى طول لها حتى 120 سم، وأقصى وزن 25 كيلوغرام.

## معرض الصور

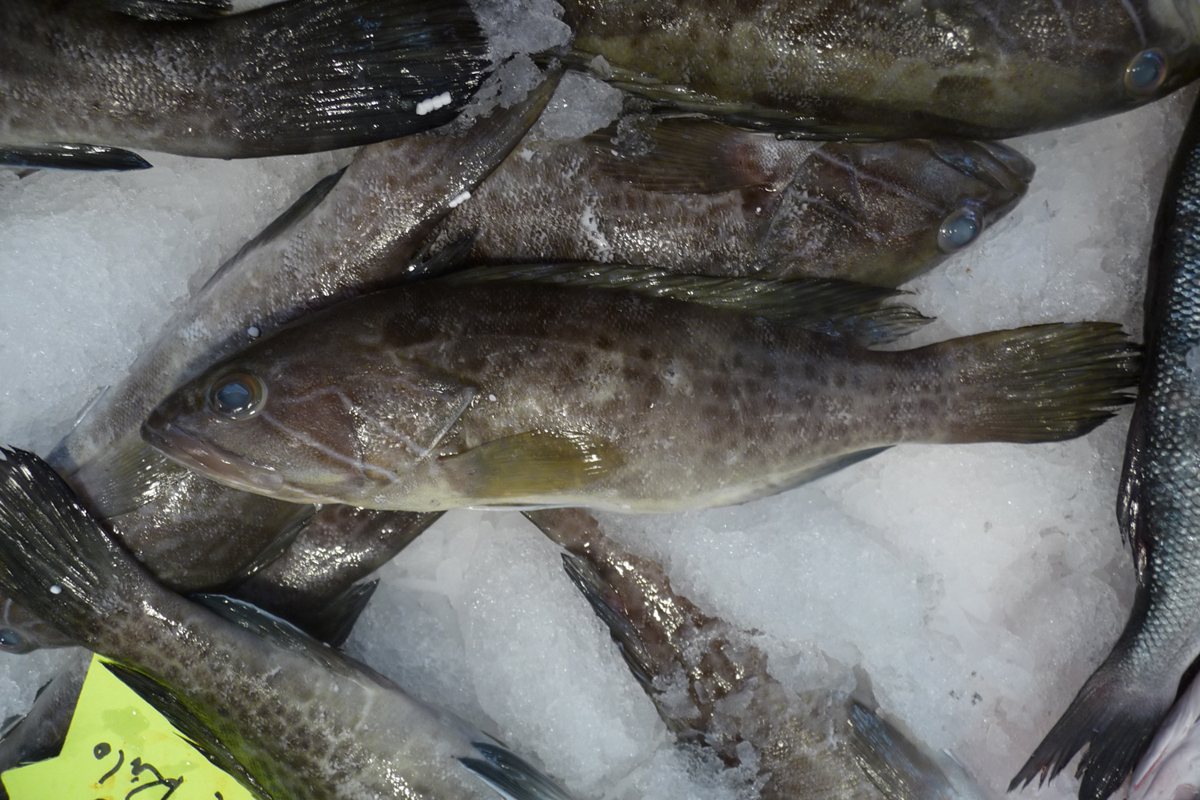
هامور أبيض مثلج.
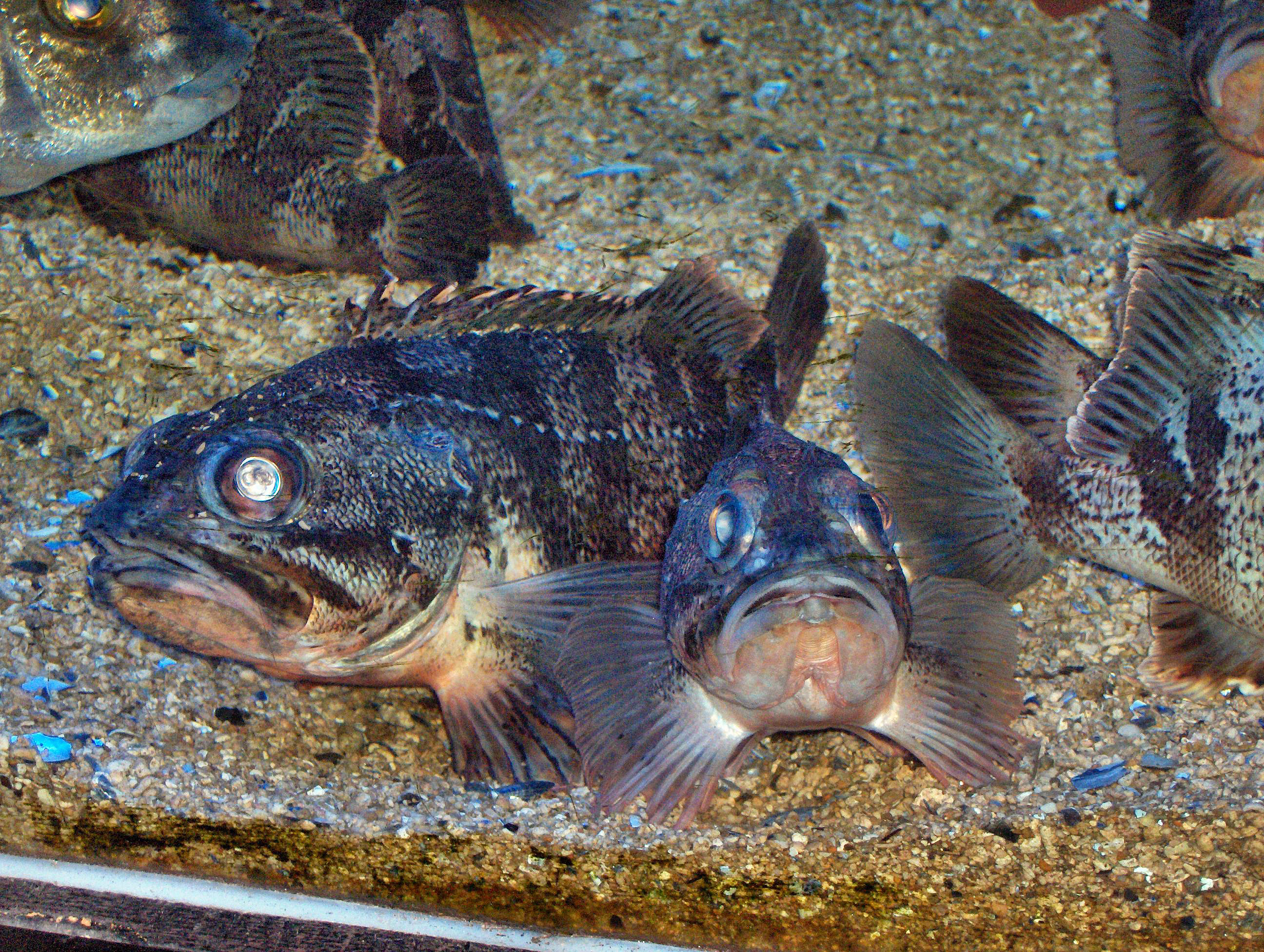
هامور أبيض في موناكو.
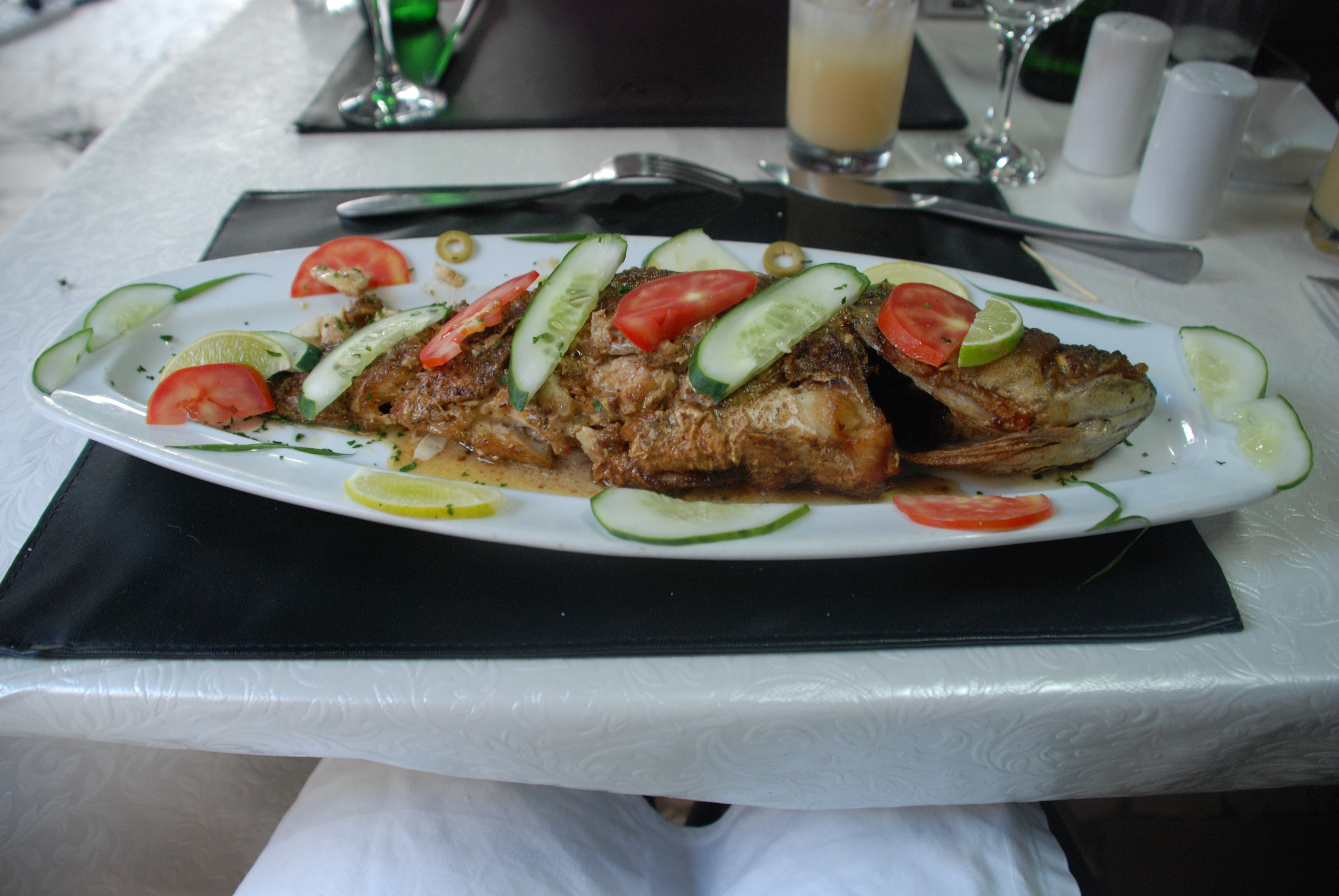
وجبة هامور أبيض جاهزة في السنغال.